# Udelnaja
Udelnaja (russisch Уде́льная) ist eine Siedlung städtischen Typs in der Oblast Moskau (Russland) mit 15.021 Einwohnern (Stand 14. Oktober 2010).

## Geographie
Die Siedlung liegt etwa 30 km Luftlinie ostsüdöstlich des Zentrums der russischen Hauptstadt – zugleich des Oblastverwaltungszentrums – Moskau und knapp 15 km vom Moskauer Autobahnring entfernt inmitten der Moskauer Vororte, die sich ohne Unterbrechung entlang der Eisenbahnstrecke in Richtung Rjasan zwischen den Städten Ljuberzy und Ramenskoje erstrecken. Nordwestlich schließt sich die Siedlung Malachowka an, südöstlich die Siedlung Bykowo.
Udelnaja gehört zum Rajon Ramenskoje und ist von dessen Verwaltungszentrum Ramenskoje etwa 15 km in ostsüdöstlicher Richtung entfernt. Der Ort bildet eine gleichnamige Stadtgemeinde (Gorodskoje posselenije), zu der neben der Siedlung keine weitere Ortschaften gehören.

## Geschichte
Die Ländereien im Gebiet der heutigen Siedlung befanden sich zunächst im Privatbesitz des russischen Kaiserhauses und wurden vom Lehnsdepartement (russisch Departament udelow, ab 1892 Hauptverwaltung der Lehen des Kaiserlichen Hofministeriums) verwaltet. Vom Wort udel, das im weiteren Sinne für ‚Lehen‘ und konkret für den Grundbesitz der kaiserlichen Familie stand, wurde der Name des Ortes abgeleitet, der gegen Ende des 19. Jahrhunderts entstand, als die in dieser Zeit zum Ujesd Bronnizy gehörenden Flächen für die Errichtung von Land- und Sommerhäusern („Datschas“) und verschiedener Wirtschaftsobjekte vergeben wurden.
In der sowjetischen Periode blieb Udelnaja, das 1924 als „Datschensiedlung“ (Datschny possjolok) den Status einer Siedlung städtischen Typs erhielt, lange Zeit fast ausschließlich mit einstöckigen Sommerhäusern bebaut, bis in den 1960er- und 1970er-Jahren mit der Errichtung von Plattenbauten für Militärangehörige aus der ortsansässigen Garnison sowie Beschäftigte der Flugzeugreparaturwerft am nahen Flughafen Moskau-Bykowo begonnen wurde.

### Bevölkerungsentwicklung
| Jahr | Einwohner |
| ---- | --------- |
| 1939 | 8.080     |
| 1959 | 11.706    |
| 1979 | 11.755    |
| 1989 | 11.334    |
| 2002 | 13.309    |
| 2010 | 15.021    |

Anmerkung: Volkszählungsdaten

## Sehenswürdigkeiten
In Udelnaja steht die 1897 zur Erinnerung an die Krönung des russischen Kaisers Nikolaus II. errichtete Dreifaltigkeitskirche (russisch zerkow Troizy Schiwonatschalnoi). Architekt war der in Russland tätige Österreicher Simon Eibuschitz (1851–1898), ausgestaltet wurde die Kirche unter anderem durch die Brüder Apollinari und Wiktor Wasnezow. Im Hof der Kirche befindet sich eine Kopie der Skulptur Sitzender Christus von Mark Antokolski.

## Persönlichkeiten
- Dimitri (Alexei Michailowitsch Kapalin, * 1952 in Udelnaja), russisch-orthodoxer Erzbischof von Tobolsk und Tjumen

Vor der Oktoberrevolution von 1917 war Udelnaja Wohnort einer Reihe von Persönlichkeiten, wie des Komponisten und Dirigenten des Bolschoi-Theaters Lew Steinberg, der Ballerina Ljubow Roslawlewa, der Moskauer Unternehmerfamilien Bachruschin und Karklin sowie der Cousinen des russischen Kaisers Alexander III. Margarita, Olga und Jelena Iossifowna Romanowa. Teils für längere Zeit weilten in Udelnaja die Literaten Marina Zwetajewa und ihre Schwester Anastassija, Michail Bulgakow und Alexei Tolstoi sowie die Opernsänger Antonina Neschdanowa und Fjodor Schaljapin. In der sowjetischen Periode hatten in Udelnaja beispielsweise der Geologe und Präsident der Akademie der Wissenschaften der UdSSR Alexander Karpinski, der in Udelnaja verstarb und nach dem dort heute eine Straße benannt ist, sowie der Schriftsteller Iwan Wassiljew ihre Sommerhäuser.

## Wirtschaft und Infrastruktur
Udelnaja ist auch heute noch hauptsächlich Wohn- und Naherholungsort. Bei der Siedlung befindet sich die gleichnamige Bahnstation an der auf diesem Abschnitt 1862 eröffneten Strecke Moskau – Rjasan (Streckenkilometer 32 ab Kasaner Bahnhof; Vorortzugverkehr). Südlich an der Siedlung führt die Regionalstraße A102 Moskau – Schukowski – Ramenskoje vorbei. Unmittelbar südöstlich von Udelnaja lag der seit Ende 2010 geschlossene kleinere Moskauer Flughafen Bykowo.